# Moissy-Moulinot
Moissy-Moulinot ist eine französische Gemeinde mit 13 Einwohnern (Stand 1. Januar 2022) im Département Nièvre in der Region Bourgogne-Franche-Comté (vor 2016 Bourgogne). Sie gehört zum Arrondissement Clamecy und zum Kanton Clamecy (bis 2015 Tannay). 

## Geographie
Moissy-Moulinot liegt etwa 55 Kilometer südsüdöstlich von Auxerre. Nachbargemeinden von Moissy-Moulinot sind Ruages im Norden und Westen, Neuffontaines im Norden und Nordosten sowie Anthien im Süden und Osten.

## Bevölkerungsentwicklung
| Jahr                       | 1962 | 1968 | 1975 | 1982 | 1990 | 1999 | 2006 | 2011 | 2016 |
| Einwohner                  | 28   | 27   | 28   | 27   | 21   | 26   | 26   | 26   | 20   |
| Quellen: Cassini und INSEE |      |      |      |      |      |      |      |      |      |

## Sehenswürdigkeiten

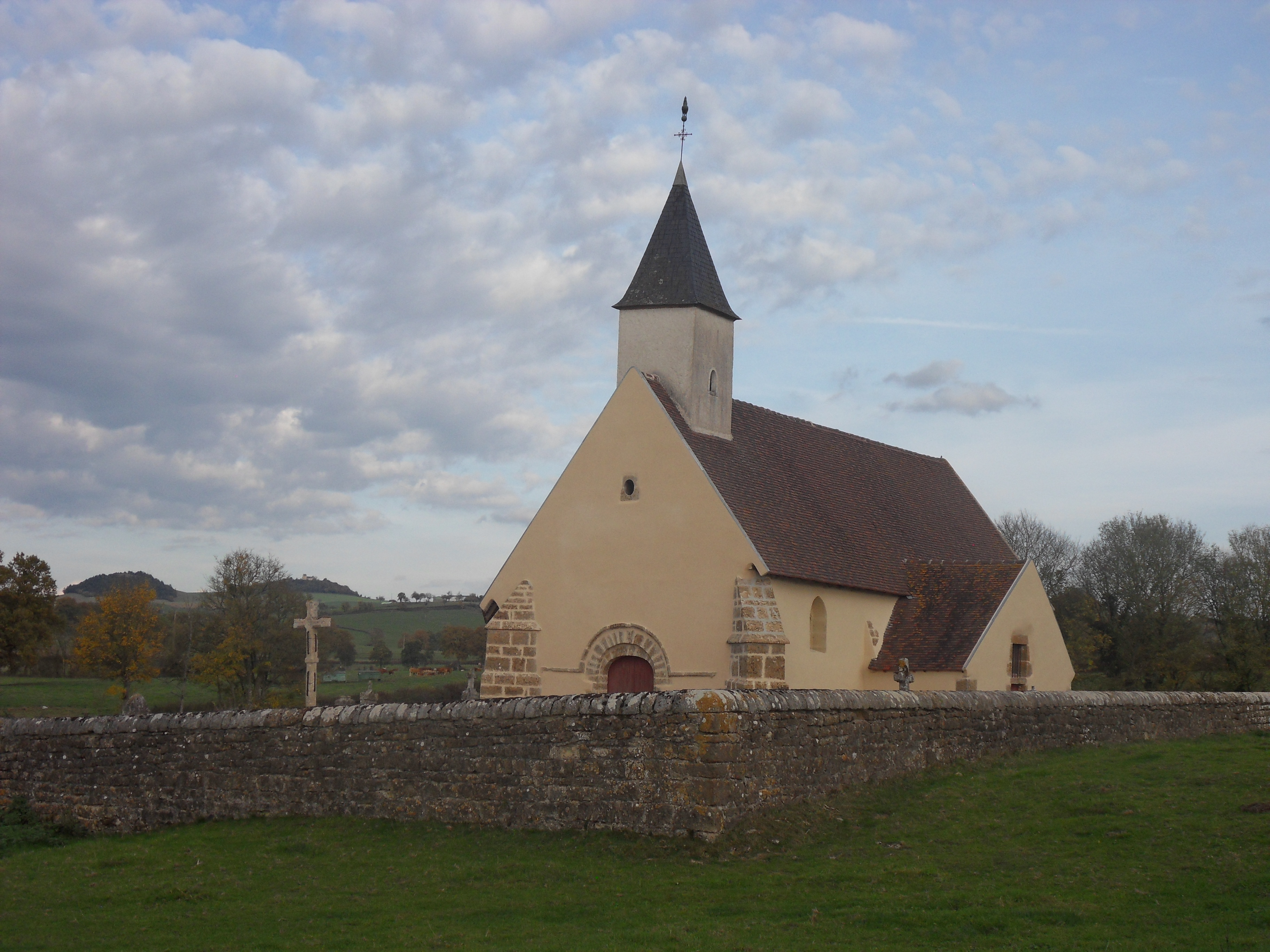
Kirche Notre-Dame

- Kirche Notre-Dame aus dem 13. Jahrhundert
- Schloss aus dem 17. Jahrhundert